# Thanatus dahurianus
Thanatus dahurianus es una especie de araña cangrejo del género Thanatus, familia Philodromidae. Fue descrita científicamente por Logunov en 1997.

## Distribución
Esta especie se encuentra en Rusia (sur de Siberia).